# Intel iAPX 432
Az iAPX 432 az Intel 1981-ben bevezetett új, többcsipes processzor-architektúrája volt, egyben az Intel első 32 bites processzora. A cégnek nagy tervei voltak az új processzorral: ez váltotta volna fel az x86 architektúrát és ez vált volna az Intel fő termékvonalának alapjává az 1980-as években. A tervek nem váltak valóra, a processzor elviselhetetlen lassúsága miatt.
Több fejlett többfeladatos működést és memóriakezelést támogató tulajdonságot hardveresen valósítottak meg ebben a kialakításban, emiatt mikro-nagyszámítógép (micromainframe) néven is emlegették. Az "iAPX" jelölés az angol intel Advanced Processor architecture (Intel fejlett processzor-architektúra) kifejezésből alkotott betűszó.
Eredetileg legfeljebb 10 MHz-es órajelen való működésre tervezték, a ténylegesen eladott processzorok ill. csipkészletek 4 MHz, 5 MHz, 7 MHz és 8 MHz-es órajeleken működtek, a 8 MHz-es processzor csúcsteljesítménye 2 millió utasítás volt másodpercenként.
Az iAPX 432-es kialakítása teljes mértékben a magas szintű programozási nyelveken való programozhatóságot szolgálta, elsősorban az Ada programnyelv támogatása volt a fő cél.
A 432-es hardveresen támogatta sokféle adatstruktúra kezelését, abból a célból, hogy a 432 számára írt modern operációs rendszerek sokkal kevesebb programkóddal készülhessenek, kevesebb kódot tartalmazzanak, mint más, rendes processzorok esetén; e mellé járult az objektumorientált programozás közvetlen támogatása és a hardveres szemétgyűjtés (garbage collection, a memóriakezelés egy formája, amely felszabadítja a memóriában a nem használt objektumok memóriaterületeit). Ezen technikák megvalósítása sokkal bonyolultabb hardvert és mikrokódot eredményezett, és az elkészült processzor sokkal komplexebb lett, mint a korabeli többi processzor.

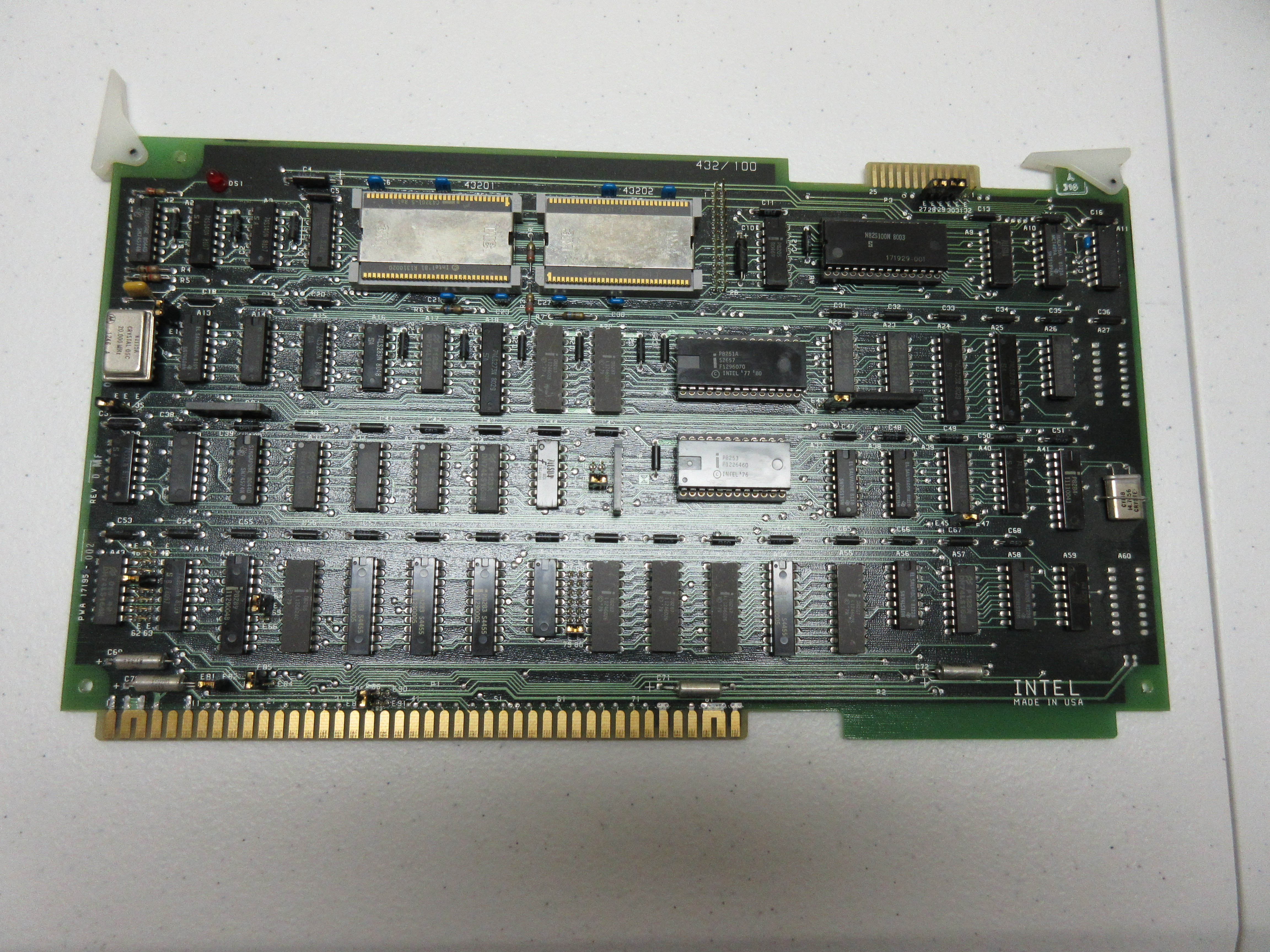
Intel SBC 432/100 kártya

Az iAPX 432 rendszerek igen drágák és lassúak voltak. 1982-ben egyszerű sebességtesztek az iAPX 432 rendszereken kb. 4-szer lassabban futottak, mint az azonos órajelfrekvencián futtatott hagyományos 80286 processzoros rendszeren. Az iAPX 432-t nem sikerült egyetlen lapkán megvalósítani, így az gyakorlatilag egy csipkészlet (lapkakészlet, chipset) formájában készült el. A csipkészlet egy piaci bukás volt. Az Intel kibocsátotta a konstrukció második generációját is, amelyben sok javítást végeztek az elsőhöz képest, de még ez a készlet sem volt praktikusan használható, továbbra is hatalmas túlzásokat tartalmazott a teljesítőképesség és az utasításkészlet terén. Az Intel végül feladta a tervet, hogy az iAPX 432 típussal váltsa fel a 8086-os, később x86 architektúraként ismertté vált vonalat.
Az iAPX 432 tervezet akkora üzleti bukás volt az Intel számára, hogy a cég weboldalain még a projekt vagy a termék létére sincs semmilyen utalás. Az Intel annak az x86-os vonalnak a fejlesztését folytatta, amelyet az iAPX 432 architektúra volt hivatott felváltani, ebben viszont hatalmas sikereket ért el.

## Történet

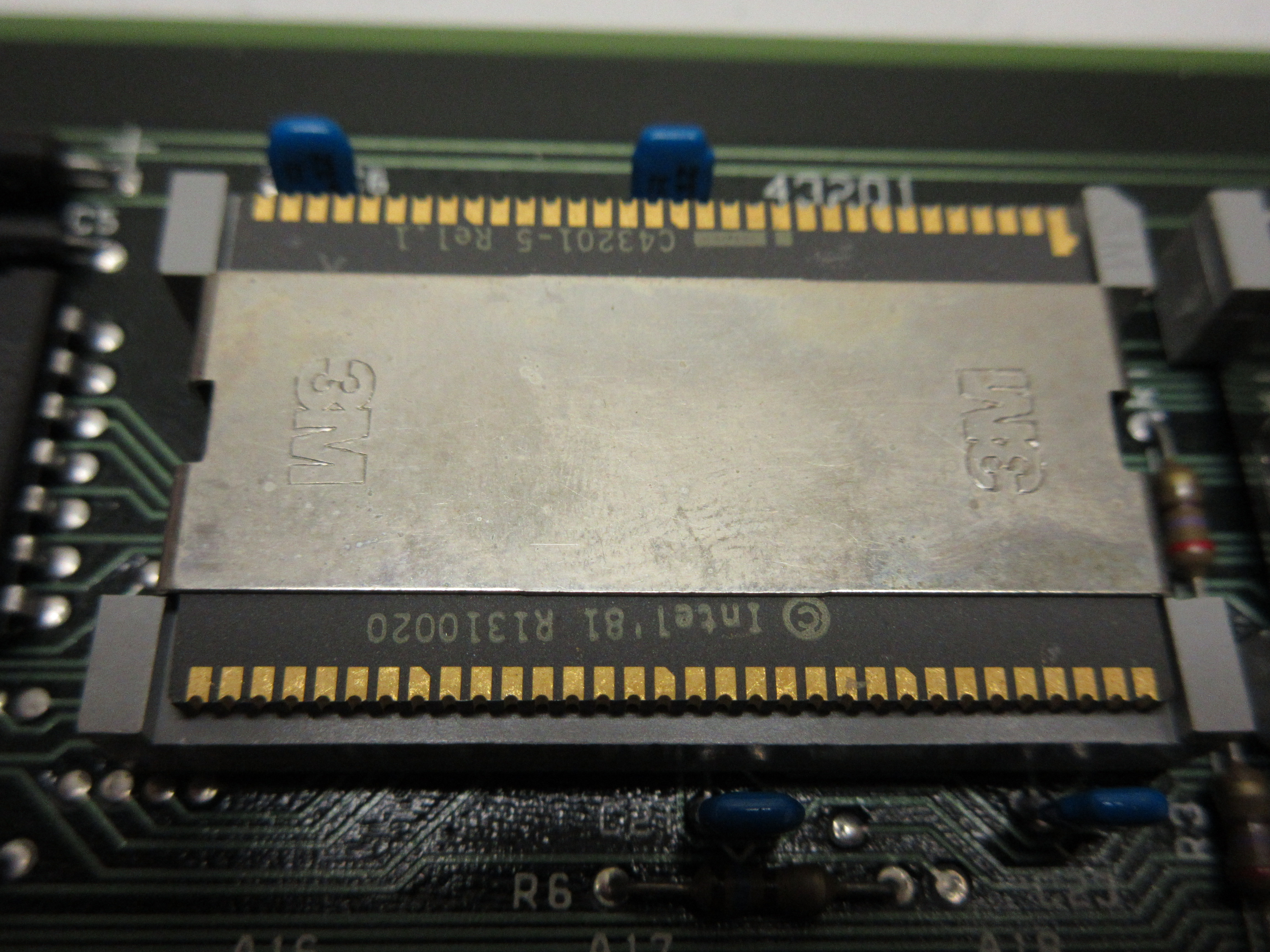
General Data Processor 43201

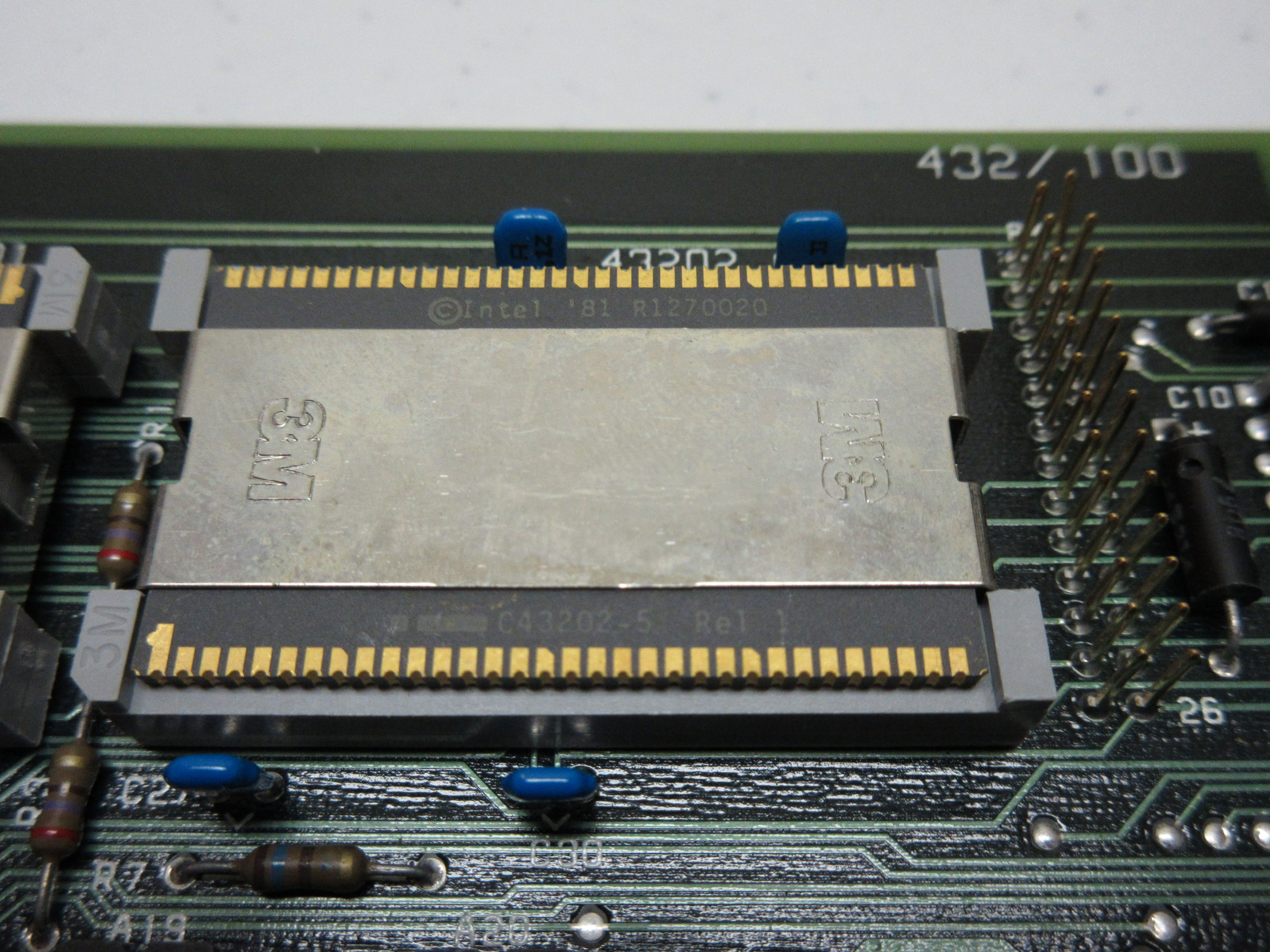
General Data Processor 43202

### A fejlesztés
Az Intel 432-es projektjét 1975-ben kezdték el, egy évvel a 8 bites Intel 8080 elkészülte után és egy évvel a 16 bites 8086-os processzor fejlesztésének kezdete előtt. A 432-es tervezet neve kezdetben 8800 volt, amely a már meglévő Intel 8008 és 8080 processzorok utáni következő lépésre utalt.
Ez egy hatalmas lépés volt a 8 bites processzorokhoz képest, amelyek utasításkészletét túl primitívnek vélték a nagyobb szoftverrendszerek és fordítóprogramok számára. Az Intel egy olyan bonyolult és kifinomult teljes rendszer építését célozta meg néhány LSI csipen, amely funkcionálisan egyenlő volt vagy még jobb is, mint a legjobb 32 bites mini és nagyszámítógépek, amelyek egységeiben szekrényeket foglaltak el a kevésbé korszerű csipek. A tervezett rendszer megcélzott tulajdonságai: multiprocesszoros működés, moduláris bővíthetőség, hibatűrés, fejlett operációs rendszerek és fejlett programozási nyelvek támogatása, nagyon nagy alkalmazások, végletekig menő megbízhatóság és biztonság. A várakozások szerint ez az architektúra egy évtizedre kielégítette volna az Intel vásárlóit.
A célok más megfogalmazásban: nagymértékű (a nagyszámítógépekével összemérhető) számítási teljesítmény, növelhető teljesítőképesség, a legnagyobb mértékben megbízható hardver és szoftver, valamint megnövelt programozói termelékenység.
Hamarosan nyilvánvalóvá vált, hogy a kitűzött céloknak megfelelő rendszer tervezése évekig fog tartani és mérnökök sokasága szükséges hozzá. A Moore-törvény is azt mutatta, hogy a tervezett célok néhány integrált áramkörön való megvalósításhoz az áramkörgyártás több éves fejlődése szükséges. Eközben az Intelnek égető szüksége volt egy egyszerűbb átmeneti termékre, amivel válaszolni tud a konkurens cégek, a Motorola, Zilog és National Semiconductor kihívásaira. Így tehát az Intel elindított egy gyorsított tervezetet, külön tervezőcsoporttal, a 8086-os processzor elkészítésére, ami biztosította a kockázatmentes továbblépést a 8080-as processzortól. A 8086-os piacra került 1978-ban, és elég jó volt ahhoz, hogy elindítsa az IBM PC forradalmat.
A 8086-os binárisan ugyan nem, de assembly forráskód szintjén felülről kompatibilis volt a meglévő 8080 DOS szoftverrel. Ezzel ellentétben a 432-re nem volt semmiféle kompatibilitási vagy migrációs megkötés: a tervezők szabad kezet kaptak az új rendszer tervezésében, az alapoktól kezdve, olyan technikákat használhattak, amelyeket a legjobbnak gondoltak a nagyméretű rendszerek és hozzávaló szoftverek működésében. A tervezők felhasználták az akkoriban legfelkapottabb egyetemi számítástechnikai koncepciókat, nevezetesen a következőket: képességalapú gépek (capability-based addressing, memóriahasználati módszer), objektumorientált programozás, magas szintű CISC gépek, az Ada nyelv, és sűrű utasításkódolás. Az újszerű tulajdonságok halmaza természetesen bonyolultabbá tette a kialakítást és késleltette a megjelenést (és végül végzetesen lassította a működést).
A kialakítás magja a General Data Processor (GDP) elnevezésű fő processzor volt, ezt két csippel valósították meg: az egyik a 43201 jelű, az utasításlehívó és dekódoló (fetch and decode) egység, a másik a 43202 jelű pedig az utasításvégrehajtó egység. A legtöbb konstrukció tartalmazott egy harmadik csipet is, ez volt a 43203 jelű interfész feldolgozóegység (Interface Processor, IP), azaz a ki- és bemenetek kezelését végző csatornavezérlő.
A többcsipes processzor nagyobb tranzisztorszámmal járt: a kétcsipes GDP körülbelül 97 000, az IP csip körülbelül 49 000 tranzisztort tartalmaz. Összehasonlításul, az 1979-ben megjelent Motorola 68000 processzor kb. 40 000 tranzisztorból áll. Ez is jelzi a kialakítás bonyolultságát.
1983-ban az Intel kibocsátott még két kiegészítő integrált áramkört, ami az iAPX 432 Interconnect Architecture, az összekapcsolási architektúra támogatását szolgálta: ezek a 43204 sínkezelő (Bus Interface Unit, BIU), és a 43205 memóriavezérlő (Memory Control Unit, MCU) egység. Ezek az áramkörök lehetővé tették a multiprocesszoros rendszerek szinte járulékos elemek nélküli felépítését, azokban legfeljebb 64 node – feldolgozó csomópont – csatlakoztatását.

### A tervezet hibái
Az iAPX 432 innovatív funkciói összességükben rossz hatással voltak a teljesítményre, együttesen lassúbb működést eredményeztek: a 432-es processzor többször lassabban működött, mint a korabeli konvencionális processzorok, pl. a Motorola 68010 vagy az Intel 80286. Az egyik probléma az volt, hogy a GDP kétcsipes kialakításában a processzorsebességet az alaplapi elektromos összeköttetés sebessége korlátozta. Egy másik, nagyobb probléma volt, hogy a teljesítményorientált architektúra hatékony működéséhez nagyméretű asszociatív gyorsítótárakra lett volna szükség, de ilyeneknek egyszerűen nem maradt hely a csipeken. Az utasításkészlet bithatárra igazított változó hosszúságú utasításkódokból áll (ellentétben a hagyományos processzorfelépítések többségénél alkalmazott bájt- vagy szóhatárra igazított részben rögzített hosszúságú utasításkód-formátumokkal). Az utasításdekódolás így sokkal bonyolultabb, mint a többi kialakításnál. Ráadásul a BIU (busz-interfész) hibatűrő rendszerek támogatására volt tervezve, és emiatt jobban leterhelte a rendszersínt (vagy -buszt), a várakoztatási állapotok akár a buszhozzáférési idő 40%-át is felemészthették.
A problémák további jelentős forrása a tökéletlen Ada fordító volt, amely minden esetben költséges objektumorientált utasításokat alkalmazott az adott esetben használható, gyorsabb skaláris utasítások helyett, amikor csak tehette. Például a fordító minden eljáráshíváshoz az iAPX 432-ben rendelkezésre álló modulok közti eljáráshívás utasítást (inter-module procedure call) alkalmazta, még akkor is, amikor a sokkal gyorsabb branch and link utasításokat használhatta volna. Egy másik nagyon lassú hívás volt az enter_environment, amely a memóriavédelem beállítása. A fordító minden egyes változó esetén használta ezt, még akkor is, ha a változók egy meglévő környezet belsejében fordultak elő és nem kell azokat ellenőrizni vagy védeni. Tovább ront a helyzeten, hogy az eljárások paraméterei és visszatérő értékei érték helyett mindig hivatkozással voltak átadva, ami gyakran hatalmas memóriaterületek másolásával járt.

## Architektúra

### Objektumorientált memória és lehetőségek
Az iAPX 432 hardveresen és mikrokóddal támogatja az objektumorientált programozást és a képességalapú címzést (capability-based addressing). A rendszer szegmentált memóriát használ, amelyben a szegmensek száma legfeljebb 224, a szegmensek maximális mérete 64 KiB lehet, amely 240 bájtos címezhető virtuális memóriaterületet jelent. A fizikai címtér 224 bájt (16 MiB).

### Szemétgyűjtés
A 432-es rendszeren futó szoftverek nem tudják explicit módon felszabadítani a már nem használt objektumokat.
A rendszerben ez automatikusan, hardveres támogatással történik, egy mark-and-sweep típusú, futás közbeni párhuzamos szemétgyűjtő algoritmust alkalmazva.
A szemétgyűjtő algoritmus objektum-jelölő részét a mikrokódban valósították meg.
Az algoritmus a rendszerobjektum-tábla bejegyzéseiben tartja nyilván az objektumok foglaltságának (fehér, fekete vagy szürke) jelöléseit.
Az objektumok felszabadítását kizárólag az iMAX 432 operációs rendszer végzi, a futó processzeket nem zavarva.

### Többfeladatos működés és folyamatközi kommunikáció
(multitasking, interprocess communication)

### Több résztvevős feldolgozás
(multiprocesszálás, multiprocessing)
Az iAPX 432 rendelkezik hardveres támogatással a többprocesszoros rendszerek kialakításához (multiprocessing), amelyben maximum  64 processzor (GDP és IP kombináció) vehet részt.

### Hibatűrés
(fault tolerance)